# Distilerie de petrol
O distilerie de petrol este o instalație primitivă de rafinare a petrolului, dezvoltată înaintea rafinăriilor cu instalații complexe apărute la sfârșitul secolului al XIX-lea și începutul secolului al XX-lea. Într-o anumită privință conceptul de distilare s-a păstrat în cadrul rafinăriilor moderne prin instalațiile de distilare atmosferică⁠(en)[traduceți], cu flux continuu⁠(en)[traduceți].

## Istoric
Conceptul de distilare, indiferent de substanța implicată (alcool sau petrol), este vechi, fiind atestat în Antichitate și Evul Mediu. O descriere amplă a procedeului a fost făcută în Encyclopédie a lui Denis Diderot. Spre deosebire de alcool, petrolul a avut un impact mult mai mare pentru societate.

### Antichitate și Evul Mediu
În Mesopotamia produsele petroliere proveneau din ieșiri la suprafață. Bitumul a fost utilizat de sumerieni, asirieni și babilonieni (în secolul al IV-lea î.Hr.) pentru calafarea bărcilor, sistemelor de irigații și fabricarea cărămizilor. Egiptenii îl foloseau în procedura de mumificare și era obținut din Marea Moartă, unde ieșea la suprafață sub forma unor bile de dimensiuni mari. Comerțul cu Egiptul a fost controlat de arabi, care au dat denumirea de naft unui produs petrolier, care s-a transmis ca „nafta” în prezent. Produsul a fost folosit ca armă în arsenalele armatelor și marinelor bizantine și musulmane în conflict în regiune, în secolul al VII-lea. Despre Focul grecesc se crede că provenea dintr-un produs distilat și nu petrol brut, ajutând grecii în bătălia de la Cizic (680 î.Hr.). Alchimiștii din Alexandria cunoșteau distilarea în primele secole ale erei noastre.

Primele informații despre distilarea petrolului s-au păstrat în scrierile medicului și chimistului persan Rhazes, în Cartea Secretelor, unde a descris procesul, dar și dispozitivul ca fiind numit al-ambiq (alambic), derivat din grecul ambix, proiectat de el pentru distilarea petrolului ușor. Instrumentul a devenit o unealtă indispensabilă a distilării simple în Orientul Mijlociu și Europa. Produsul descris de acesta părea a fi asemănător cu kerosenul, folosit mai târziu la încălzire și iluminat și ce a creat necesitatea forajului. Istoricul sirian Hassan Al-Dimashqī (1310–1370) a descris astfel produsele ieșite din distilare: 
„Multe tipuri de naftă sunt ca apa prin natura lor și așa volatile încât nu pot fi depozitate în vase deschise. Altele se obțin dintr-un fel de smoală într-o stare tulbure și întunecată, dar prin tratament suplimentar pot să fie clare și albe prin distilarea lor ca apa de trandafir.”
Rafinarea a mai apărut în zona orașului Baku din actualul Azerbaidjan, începând cu secolul al VII-lea d.Hr. De asemenea, în lumea arabă s-au remarcat mai multe atestări medicinale ale naftei.
În Europa, în zone precum Tegernsee (Bavaria), Sicilia, Modena (Valea Padului), Pechelbronn (Alsacia), Wietze (Hanovra), Galiția și alte zone, precum și din emisfera vestică în general ieșirile la suprafață au fost consemnate din Evul Mediu, ca petrol sau bitumuri.

### Epoca modernă

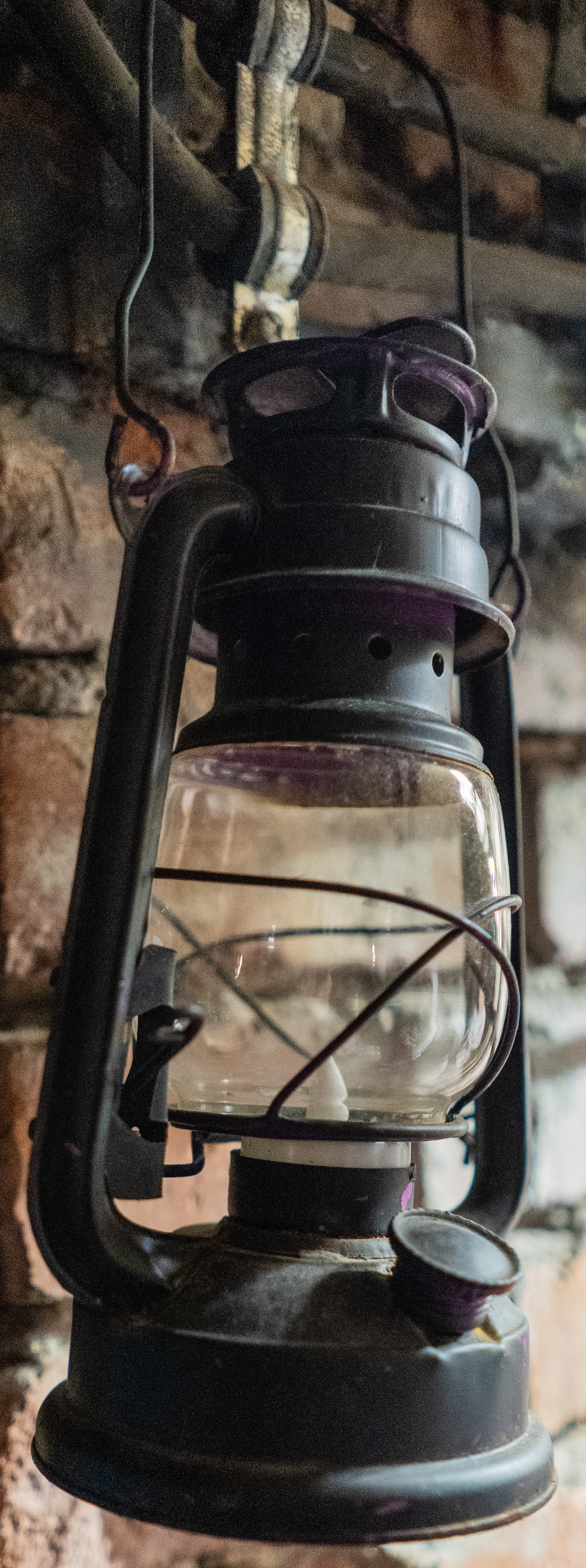
Lampă cu kerosen după principiul lui Ignacy Łukasiewicz de fitil plat, expusă la pl

În zilele noastre, rafinarea se referă la ansamblul de procese de extragere a produselor utile din petrol, incluzând diferite tipuri de combustibil, lubrifianți, materii prime pentru petrochimie și alte produse. În secolul al XIX-lea, rafinarea s-a concentrat pe distilarea petrolului brut pentru a obține kerosen, cu aplicații în iluminare. Tehnologia de rafinare a fost transmisă în Europa prin intermediul arabilor.
În teritoriul Statelor Unite ale Americii, ieșirile naturale la suprafață ale petrolului au fost atestate în 1627 lângă actualul oraș Cuba din Statul New York. Alte ieșiri, mai bune, au fost găsite de către un misionar morav, David Zeisberger, în 1768, de-a lungul unui pârâu numit Oil Creek de lângă orașul Titusville. Grupul etnic Seneca⁠(en)[traduceți] a folosit petrolul din zonă în scopuri medicinale, iar mai târziu în comerțul cu coloniștii europeni. Cei din urmă l-au folosit în mod curent în scop medicinal, precum și iluminat și încălzire. Însă, pentru ultimele două întrebuințări au existat două probleme: inexistența unui arzător eficient și produse rafinate necompetitive cu celelalte tipuri. În 1780, Francois-Pierre Ami Argand a inventat un arzător eficient pentru luminat, însă era prea scump, iar în Imperiul Austriac a fost creat un arzător cu fitil plat, ieftin de produs, cu principiu utilizat și în prezent, ce a rezolvat problema arzătorului lui Argand, de către farmacistul polonez Ignacy Łukasiewicz în 1852.
O industrie petrolieră s-a dezvoltat în Europa de Est, în ordine cronologică în Galiția (împărțită între Polonia, Imperiul Austriac și Imperiul Rus) și ulterior în teritoriul României de astăzi.

#### Instrumentare, utilaje și procese anterioare industriei petrolului
Premergător industriei de rafinare a petrolului au fost dezvoltate instrumentare, utilaje și procese chimice în scopul rafinării, în cadrul apotecilor sau fabricilor, a medicamentelor, alcoolului, zahărului și bitumurilor. Instalațiile au fost mai târziu adaptate și la noua industrie.

##### Distilarea
Distilarea se bazează pe fenomenul evaporării și condensării unui lichid la o presiune și temperatură specifică, numit punct de fierbere. Cu scăderea presiunii, sub cea atmosferică, și fierberea are loc la temperaturi mai scăzute, principiu aplicat și la distilarea în vid în prelucrarea petrolului acolo unde, din cauza petrolului ce în fapt este un amestec complex de hidrocarburi, cu puncte de fierbere ridicate, erau susceptibili în a se craca. Fiecare constituent are propriul punct de fierbere iar pe măsură ce sunt condensați sunt sortați la ieșire în funcție de punctul de fierbere, unde hidrocarburile cu punctul cel mai scăzut de fierbere se distilează prima dată și abia apoi cele cu punctul mai mare, până la lăsarea în urmă a unui reziduu, care în condiții normale de distilare se dezintegrează. În funcție de domeniul de temperatură, în trecut se sortau fracțiile distilate până la 150° C și cele între 150 și 300° C (numit kerosen). În practică, este imposibilă distilarea petrolului suficient de lent pentru captarea unei hidrocarburi la un moment dat la punctul de fierbere specific, atât prin diversitate, cât și prin fenomene fizice care determină o influențare reciprocă în punctul de fierbere. Astfel, distilarea petrolului în unități de prelucrare este în sine un proces grosier de distilare fracționată, diferit de condițiile de laborator. Acest lucru reiese prin faptul că din fracția de kerosen, redistilată, ar rezulta iarăși o fracție până la 150° C, iar restul ar putea avea o cantitate cu un punct de fierbere peste 300° C. Pentru o strictețe în domeniile de temperatură se utilizează redistilarea în coloane de distilare sau fracționare concepute în acest scop.
Aparatul de distilare constă dintr-un alambic încălzit al cărui capăt trece, de regulă în spirală, printr-un recipient de apă, care provoacă condensarea vaporilor rezultați prin fierbere. O distilare mai eficientă și ieftină a fost brevetată de Magelhaens în 1780 prin răcirea în contracurent, aplicată anterior în fabricarea alcoolului industrial și de către Christian Ehrenfried Weigel într-un condensator de laborator în 1771. În 1830 Justus von Liebig a realizat condensatorul din sticlă, fiind asociat eronat cu acesta. O altă inovație a reprezentat introducerea hidrometrului în locul testelor de gust, miros și evaporare. Evoluția aparatului de distilare a fost în strânsă legătură cu fabricarea alcoolului din cartofi și vin, mai ales după ce Sistemul Continental sub Napoleon I a creat o cerere acută de alcool industrial, în special pentru fabricarea zahărului.
În urma producției industriale de alcool în alambicuri de mică capacitate, separarea produsului util aflat între cap și coadă la distilare necesita mult timp și avea impurități iar separarea părților cu puncte de fierbere diferite nu se putea realiza. Astfel a fost concepută o nouă instalație, coloana de rectificare, ce exista înainte în instrumentarele alchimiștilor și farmaciștilor.

##### Coloana de rectificare
În 1813, francezul J. B. Cellier Blumenthal, ajutat de alte invenții brevetate anterioare, a brevetat un alambic legat la o coloană de rectificare, care s-a dovedit a fi predecesorul conceptului de coloană de fracționare de mai târziu. Instalația consta dintr-o serie de plăci orizontale unde pe fiecare dintre acestea condensau fracțiile lichide cele mai grele și cu cele mai mari puncte de fierbere din vaporii ridicători. Curentul de lichide curgea înapoi pe placa de dedesubt, având contact intim cu curentul de vapori ridicători, obținând astfel un echilibru chimic între cele două faze lichid-vapori, cu împiedicarea antrenării fracțiilor cu punct de fierbere ridicat și cu separarea în funcție de punctul de fierbere. Urmând această ordine, fracțiile cu cel mai scăzut punct de fierbere evacuează prima dată coloana, iar pe măsură ce restul sunt reintroduse ajung distilate tot în această regulă.
În Anglia o derivație a apărut sub numele de Coffey still în 1830, iar în Germania, în lipsa distilării vinului sau pastelor subțiri, ci a pastelor groase de cartofi, o altă coloană de rectificare a fost concretizată drept coloana Pisturius, în 1817. Ulterior, în timpul industrializării germane, coloana a fost îmbunătățită drept coloana Ilges sau în altele de către Bohm, Paulmann și Heckmann după 1860, în producția de alcool și gudron de cărbune. În timp, coloanele au fost adaptate la industria petrolului și au apărut cunoștințe în plus în proiectarea acestora în funcție de cerințele specifice ale petrolului și ale fracțiilor rezultate, inițial de către E. Hausbrand și E. Sorel, în condițiile în care proiectările inițiale ale coloanelor și aparatajului nu erau făcute după date concrete. Designul de instalații s-a extins de la alambicuri și coloane la răcitoare și condensatoare, precum în cazul condensatorului cu tuburi brevetat de britanicul William Grimble în 1825, unde lichidul de răcire înconjoară o serie de conducte paralele. Aici, vaporii care urmează să fie condensați coboară prin aceste conducte și au contact cu o suprafață mare de răcire, fiind condensați mai economic decât în serpentine.

##### Procesul preîncălzirii
J. B. Cellier Blumenthal a aplicat în distilarea vinului procesul preîncălzirii, prin condensarea vaporilor coloanei printr-o serpentină ce era imersată în vin ce urma distilat, făcând un transfer de căldură ce rezulta în lipsa necesității căldurii alambicului. În continuare, materia preîncălzită era reintrodusă la jumătatea coloanei, unde curentul de vapori ridicători prelua vaporii de alcool, iar vinul recirculat în alambic figura ca reziduu cu componente cu puncte de fierbere ridicate. Ca urmare a introducerii tehnologiei în distilarea petrolului, procesul a luat denumirea de decapare⁠(en)[traduceți].
Brevetul lui Blumenthal a fost îmbunătățit de Charles Derosne, Augustin-Pierre Dubrunfaut și Lacambre, ulterior și în producerea alcoolului din cartofi în anii 1880.

##### Procesul aburului supraîncălzit
La începutul secolului al XIX-lea a fost studiată aplicarea aburului supraîncălzit ca agent termic, atât ca introdus în distilare sau fie în serpentine încorporate în alambicuri. Introducerea în distilare a fost viabilă abia după inventarea reductorului de abur de către François Désiré Savalle în 1857, care nu permitea curgerea lichidului înapoi pe conducta de alimentare cu abur.

##### Procesul distilării în vid
Conceptul vechi al distilării în vid a fost reluat pentru avantajele date în distilarea fracțiilor cu punct de fierbere ridicat fără dezintegrarea acestora. Distilarea în vid și serpentinele cu abur au fost apreciate în apoteci.

##### Procesul evaporării cu efect multiplu
În contextul necesității reducerii consumului de energie în evaporarea apei din melasă în fabricile de zahăr, Norbert Rillieux⁠(d) a brevetat în 1843 în SUA procesul evaporării cu efect multiplu⁠(en)[traduceți], utilizat mai târziu în industria petrolului.

### Apariția de distilerii de petrol, cărbune și șisturi bituminoase
În timp, ca urmare a apariției forajului după zăcămintele de adâncime de petrol, industria de exploatare a renunțat la extracția din ieșiri la suprafață sau puțuri săpate manual. Astfel, materia a fost exploatată în cantități de ordinul a miilor de galoane. Fenomenul a dus direct la inconvenientul distilării în instrumentarele apotecilor și crearea de capacități de prelucrare mai mari, pe modelul producătorilor de alcool sau gudron de cărbune. Procesele au fost adoptate și modificate la scară, prin distilări a unor fracții brute și rafinarea sau redistilarea ulterioară, adesea la alte societăți, în fracții finite, mai bine definite în domeniile de temperatură.
- Jean Theophilus Hoeffel

În 1728, chimistul Jean Theophilus Hoeffel a distilat petrol dintr-un izvor din Alsacia și, probabil, a folosit produsul distilat pentru iluminare.
- Zona Modena

În 1802 petrolul din zona Modena a iluminat orașele Borgo San Donnino, Genova și Parma iar local, folosit timp de secole în lămpi. Însă în forma brută producea mai mult fum decât lumină și un miros neplăcut.[A]
- Joseph Hecker

În 1810, Joseph Hecker (din Praga), inspector al unei mine de sare, împreună cu colegul său Johann Mitis, au dezvoltat un proces competitiv de distilare a petrolului lampant în vecinătatea orașelor Borysław și Drohobycz din Imperiul Austriac. Există informații că petrolul lampant al acestora a fost folosit la iluminarea unei clădiri din Praga iar municipalitatea a decis iluminarea stradală a capitalei și a comandat o cantitate de 300 de hundredweight (quintali englezești). Însă din cauza condițiilor de transport și vreme nefavorabile, ori din neglijența expeditorului, transportul nu a ajuns la timp iar afacerea a căzut. În schimb Hecker a reușit să aprovizioneze orașul Drohobycz din apropiere. Întrucât nu puteau garanta o aprovizionare stabilă către Praga și celelalte piețe importante, afacerea nu avea perspective de viitor și au abandonat-o, iar cei doi au oprit colaborarea și rețeta de producție a ajuns uitată. Momentul este considerat a fi o involuție de ordinul a zecilor de ani în chestiunea industriei petroliere din Galiția.
Dezvoltarea industriei galițiene a fost încetinită și de metodele de producție primitive și lipsa planificării: ca în restul Europei exploatarea petrolului făcându-se cu puțuri săpate manual și cu pereți întăriți cu lemn, cu adâncimi de până la 60 de metri (200 de picioare), fiind închiriate țăranilor. La nivelul anului 1835 existau 30 de puțuri de petrol active în zona Borysław, iar în 1840 șase întreprinderi au produs aproximativ 150 de barili de petrol în 75 de puțuri în schela Stanislau. La fel ca în perioada preindustrială, petrolul a fost folosit în primul rând pentru lubrifierea osiilor și ca medicament, dar nu și în scopuri de iluminare.
- Frații Dubinin

Dispozitiv primitiv pentru distilarea petrolului, compus dintr-un alambic cu focar și condensator cu serpentină

În 1823, frații Dubinin din Imperiul Rus au pornit o distilerie în zona Mozdok⁠(en)[traduceți] din Caucazul de Nord, lângă satul Aki-Yurt⁠(d). Distilarea producea 16 găleți de petrol lampant la fiecare 40 de găleți de materie primă de petrol într-un alambic al cărui vârf era detașabil și conectat la un condensator format dintr-o serpentină de cupru imersată într-un butoi cu apă. Produsul distilat a fost comercializat la Nijni Novgorod, dar și Moscova și Harkov. A mai existat o altă unitate în 1824 în peninsula Taman⁠(en)[traduceți], probabil după modelul conceput al fraților Dubinin, și ce a funcționat timp de un an și jumătate. În 1846 frații au solicitat fără succes o subvenție prințului Mihail Voronțov⁠(en)[traduceți] pentru extinderea distileriilor de petrol în zona Caucazului. În cererea acestora au afirmat că i-au învățat pe cazacii de pe Don să „modifice nafta neagră în albă” și au arătat procedeul într-un desen.
- Nikolai Voskoboinikov

În 1834, Nikolai Voskoboinikov a proiectat, construit și testat o distilerie în Balaxanı⁠(d) din peninsula Apșeron, cu petrol exploatat din peninsulă și produsul rezultat, petrol lampant, destinat pentru iluminare. Instalația era compusă printre altele dintr-un cilindru de fier scufundat într-o cuvă de fier umplută cu apă iar distilarea se făcea cu petrol „negru” greu de Balaxanı (cu 10 % produs util pentru iluminare, asemănător cu kerosenul de mai târziu), 85 % reziduu greu și 5 % pierderi prin evaporare) și petrol „alb” ușor de Suraxanı⁠(d) (cu 83,9 % produs util pentru iluminare, 12,5 % reziduu greu și 3,6 % pierderi prin evaporare). Între noiembrie 1837 și august 1838 distileria a produs peste 900 de puduri (aproximativ 118 barili) de petrol lampant cu destinația Astrahan. Ca dezavantaje, procesul lui Voskoboinikov nu includea și o etapă secundară de rafinare pentru petrolul lampant, care prin aciditate a corodat butoaiele de fier în care era stocat și se contamina, devenind mai puțin eficient în iluminare. Proprietarul nu a fost mereu prezent în supraveghere și perfecționare întrucât a fost suspendat din muncă în 1838, ca urmare a unor acuzații nedrepte, de care a fost exonerat în același an. Distileria a fost oprită la începutul anului 1839.
Una dintre inovațiile aduse a fost utilizarea gazului natural, într-un arzător fabricat din țevi de fier găurite, ca sursă de căldură. Este o probabilitate ca această folosire industrială a gazului natural să fi fost prima în Imperiul Rus.
- Abraham Schreiner

În anii 1840, comerciantul Abraham Schreiner din Borysław (Imperiul Austriac) a exploatat petrol de pe proprietatea proprie, substanță până atunci folosită ca medicament și unsoare pentru căruțe, pentru a-l distila. Acesta era familiarizat cu ozocherita din care fabrica până atunci lumânări, iar pe parcursul experimentelor cu petrolul a supraviețuit unei explozii a instalației. Este considerat de anumiți autori ca fiind fondatorul industriei de rafinare a petrolului, când a reușit să producă un distilat de petrol comercializabil.
- N. Choss și Haimsohn

În 1840, un comerciant pe nume Nuchăm Choss a realizat prima și cea mai veche instalație de distilare (numită și găzărie) a petrolului în 1840 la Lucăcești, Bacău din Principatul Moldovei, fiind și cea mai veche din teritoriul României moderne. Avea cazane asemănătoare cu cele de fabricare a alcoolului iar procedeul asemănător cu cel aplicat în anul 1823 de către frații Dubinin. În 1844, Haimsohn a pornit o a doua instalație de același fel, în aceeași localitate.
Până la sfârșitul anilor 1850 funcționau în Țările Române trei distilerii cu o capacitate totală de 4000 de tone pe an, cu petrolul lampant vândut la București, Viena și Odesa.
- Ignacy Łukasiewicz

La sfârșitul anilor 1840 Abraham Schreiner a prezentat distilatul mirositor, negru-verzui, farmaciștilor Ignacy Łukasiewicz și Johann Zeh din Lemberg, unde primul a fost interesat de produs și a început propriile experimente, culminând cu distilarea calitativă a petrolului lampant, în 1853. Łukasiewicz a investit în promovarea produsului și crearea unui sector relativ nou al industriei petroliere de rafinare a petrolului, iar împreună cu Zeh, l-au sprijinit pe Schreiner pentru a-și înființa mai multe distilerii la scară mică în diferite zone. Ulterior, Łukasiewicz și-a construit propria distilerie în Kleczany, fabrici în Gorlice, Jasło și Polanka și schele de exploatare la Bóbrka lângă Krosno. După aceste lucruri farmacistul a fost considerat fondatorul industriei petroliere din Galiția.

### Prima etapă a modernizării
În SUA, la nivelul anului 1850 exista uleiul de cașalot (a cărui vânătoare a micșorat vertiginos populația, lucru ce a dus direct la creșterea prețului), uleiul de colofoniu, burning fluid și Camphene (alcool și terebentină). Însă ultimele erau periculoase și necesitau arzătoare speciale. Petrolul a fost distilat în mod experimental începând din 1833.
Pe fondul scăderii populației de balene (incluzând și de cașalot) în timpul Războiului Civil American, ce a condus la lipsa de ulei de balenă și cașalot utilizat pentru iluminare și a creșterii prețurilor acestuia de la 43 de cenți/galon în 1823 la 2,55 dolari/galon în 1866, a reprezentat impulsul apariției industriei petroliere. În 1859, Edwin Drake⁠(en)[traduceți] a forat după petrol în Pennsylvania, iar în timp kerosenul distilat a luat locul uleiului de balenă sau lumânărilor din seu în iluminare. Petrolul a fost extras din puțuri de mică adâncime timp de mulți ani în teritoriile actualelor țări Polonia, România și Rusia. Ulterior, petrolul distilat a fost introdus și drept carburant în transporturi, prin îmbunătățirea motorului cu ardere internă de către Gottlieb Daimler și invenția motorului diesel de către Rudolf Diesel.
Pe de altă parte, o modernizare a venit și în domeniul extracției petrolului, unde forajul mecanic percutant american a fost introdus în Europa pentru prima dată în Galiția, în 1862 (după o sursă). Regiunea a devenit un centru global al forajului de acest tip, iar sondori din Galiția și SUA au ajuns să lucreze și în Țara Românească, Groznîi (Caucaz) și Baku.
Universitățile rusești și Academia de Științe din Sankt Petersburg au devenit vectori în formarea ingineriei distileriilor și laboratoarelor chimice din Baku, unde chimistul Dimitri Mendeleev împreună cu alți profesori au predat inginerilor la Baku, iar astfel, exploatarea petrolului devenind o preocupare a unei intelectualități ruse orientate spre imperialism. După ce Mendeleev a reprezentat Rusia într-o călătorie în Pennsylvania din 1876, acesta a propus construirea de unități de prelucrare în teritoriul Rusiei, și nu în Baku, deja depășit de producția excesivă.
- Benjamin Silliman Sr. și experimentele

În 1833, profesorul Benjamin Silliman Sr.⁠(d) de la Universitatea Yale a realizat o distilare uscată a cărbunelui. Acesta este asociat ca fiind pionierul procesului distilării fracționate în SUA.
- Abraham Gesner și kerosenul

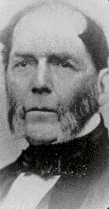
Abraham Gesner

Ulteror, în 1845 canadianul Abraham Gesner (1797–1864) a produs un lichid combustibil prin distilarea uscată a rocii numită albertină de pe Insula Prințului Edward. În 1850 Gesner și-a brevetat invenția (pentru „producția din petrol, naftă sau smoală minerală moale, asfalt sau bitum, oriunde se găsește” în SUA în 1854 și 1856) cu numele de keroselain (din greacă keros – ceară, elain – ulei) redenumit kerosen pentru a se asemăna cu numele de Camphene, și comercializată ca rock oil. În 1853 a început construcția unei fabrici în New York. Un lichid asemănător a fost produs prin distilarea smoalei de pe insula Trinidad și un altul asemănător în Anglia numit cannel coal. Kerosenul s-a dovedit a avea un raport calitate-preț mai bun decât restul substanțelor, inclusiv față de gazul de cărbune. La nivelul anului 1859 existau între 50 și 60 de fabrici de kerosen, cu o investiție de 4 milioane de dolari și bazate pe tehnologia lui Gesner și a alteia asemănătoare, patentate în 1852 în Marea Britanie și SUA, a scoțianului James Young⁠(d). Însă la acel moment producția a fost mică din cauza stocurilor de petrol scăzute.
- Samuel Kier și carbon oil

În Pennsylvania (și/sau Virginia de Vest) au fost forate puțuri pentru saramură, pentru producția de sare. La multe fântâni a ieșit și petrol, unde Samuel Kier⁠(d) (1813–1874) a încercat în 1849 fără succes comercializarea petrolului extras din puțurile tatălui său în scop medicinal și brevetat sub mărcile Kier’s Petroleum sau Rock Oil. Pe fondul excesului de petrol, Kier a propus folosirea acestuia pentru iluminat, însă era nepotrivit din cauza mirosului și fumului produs. Acesta a cerut ajutorul chimistului din Philadelphia James C. Booth⁠(d), ce a sugerat distilarea petrolului. Astfel, a fost construită o distilerie în 1850 în Pittsburgh, Pennsylvania compusă dintr-un alambic și 5 rezervoare iar produsul numit carbon oil fiind în fapt kerosen (petrol lampant) sau ceva asemănător. O altă fabrică a mai fost construită în afara orașului, unde cu toate că produsul dădea un miros neplăcut la ardere, a fost comercializat în cantități și prețuri mari, cu o cerere ce a depășit producția. Tot Kier a ajuns la procedura în care efectua două distilări, una în care producea petrol lampant brut iar alta în care rafina produsul lampant.

Capacitățile de prelucrare au precedat forajul lui Edwin Drake iar comerțul a funcționat până în 1851. Este o probabilitate ca prima unitate a lui Kier să fi fost și prima distilerie din SUA care a produs kerosen prin distilarea petrolului brut. Forarea după sare cu petrol pentru mărirea producției a fost un eșec până în 1853.
Cu toate acestea, industria distilării cărbunelui și șisturilor a luat avânt în SUA, cu două distilerii mari în Newtown Creek și South Brooklyn, amândouă din Long Island, însă aprovizionarea cu materiile prime a fost insuficientă iar astfel dezvoltarea industriei încetinită. Abia după forajele după petrol ale lui Edwin Drake⁠(d) din 1859 industria a căpătat o altă dezvoltare, unde distileriile au fost adaptate la distilarea petrolului, mult mai profitabil de prelucrat decât cărbunele și șisturile, prin producerea la scară largă a kerosenului și dezvoltarea iluminării. În perioada de început alambicurile anterioare de mică capacitate încă au fost ținute în funcțiune iar alte distilerii cu alambicuri au fost construite în zona Pittsburgh și coasta de est. În aceeași perioadă au început să apară și fabricanții de lubrifianți iar producția americană de petrol lampant a ajuns și exportată.
- James Young și cărbunele sau șisturile bituminoase

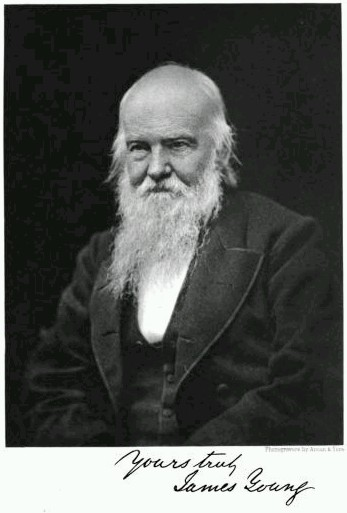
James Young în anii bătrâneții

În anii 1840, scoțianul James Young⁠(d) (1811–1883) din Glasgow, ce în trecut îl asistase pe Michael Faraday în experimentele sale la University College London iar mai târziu a devenit directorul unei uzine chimice din Manchester, a obținut petrol lampant dintr-o probă de petrol extrasă dintr-o mină de cărbune. În perioada 1848–1850 a produs și lubrifianți și ceară de parafină dintr-o scurgere în mina New Deeps din Alfreton (Derbyshire), însă care a fost epuizată ulterior.
În anul 1850 a brevetat în Regatul Unit al Marii Britanii și Irlandei și în 1852 în SUA distilarea petrolului lampant din cărbunele bituminos boghead⁠(en)[traduceți] într-o retortă închisă. Cu această ocazie a concluzionat că atât cărbunele cât și petrolul au o origine comună și a realizat un studiu amănunțit al rafinării fracțiilor de petrol lampant și lubrifianți. Din acest proces a reușit prin răcirea distilatului și producerea de ceară de parafină, ce putea fi în continuare albită sau rafinată. Karl von Reichenbach, descoperitorul cerii de parafină, a menționat că Young a fost primul care a produs eficient și la scară comercială ceara. Însă produsul, alături de paraffin (petrolul lampant) au fost comercializate începând din 1856, iar în anul următor firme londoneze au început să producă lumânări de ceară, ce ulterior au devenit foarte cunoscute. La momentul epuizării stratelor de cărbune boghead din Bathgate, West Lothian (Scoția), Young s-a reorientat către distilarea șisturilor bituminoase din aceeași regiune (1859). După ce a pus la punct afacerea, s-a retras în 1860.
După expirarea brevetelor au apărut multe industrii mici de distilare a șisturilor în Scoția, însă puține dintre acestea au supraviețuit pieței, restul fiind preluate de aproximativ 10 companii mai mari care au reușit să facă față concurenței industriei petroliere americane. Pe de altă parte, industria americană de distilare a șisturilor și cărbunelui a fost dezvoltată după contribuțiile lui Young, dar și aceasta a cedat în urma apariției industriei petrolului, iar o mare parte a distileriilor au ajuns adaptate la prelucrarea petrolului. În timp, petrolul lampant și lubrifianții nu au mai fost căutați la firma lui Young, societatea supraviețuind prin producția de amoniac și hidrocarburi ușoare, precum benzenul. Totuși industria de distilare a șisturilor a supraviețuit până în secolul al XX-lea inclusiv prin moștenirea tehnică a lui Young, îmbunătățirea retortelor și recuperarea tuturor subproduselor.
- Benjamin Silliman Jr. și raportul său

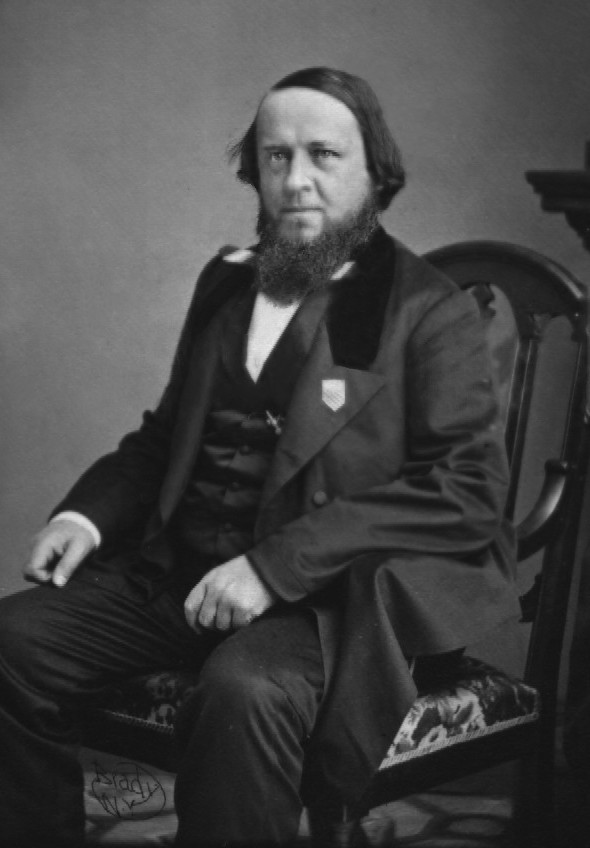
Benjamin Silliman Jr. în anii 1870

În anul 1855, Benjamin Silliman Jr.⁠(d), profesor de chimie generală și aplicată la Universitatea Yale, a stabilit științific, într-un raport, fracțiile cuprinse în petrol prin descrierea proprietăților generale ale petrolului brut și ale fracțiilor obținute din distilare. Proba de petrol, obținută dintr-o ieșire la suprafață la o fermă din Titusville (comitatul Venango, Pennsylvania), a fost dată acestuia în anul precedent spre analizare de către George H. Bissell și Jonathan G. Eveleth, promotori și fondatori ai Pennsylvania Rock Oil Company din New York (înființată la 30 decembrie 1854), fiind cunoscută ca cea mai veche companie petrolieră din lume. Perioada întâmplărilor coincide cu cea a creșterilor de preț la uleiurile de cașalot și rapiță.
Prin analizare, a teoretizat și principii în petrochimie și chimie de distilare a petrolului, chiar în contextul respectivelor vremuri: proprietatea petrolului ca în urma încălzirii să se descompună în produse inițial inexistente în acesta, rigidizarea sau lichefiația la temperaturi scăzute înainte și după tratarea cu diverși acizi sau pământuri decolorante, producția de petrol lampant prin încălzirea violentă a unor fracții mai grele și obținerea altora mai ușoare (proces cunoscut mai târziu drept cracare), obținerea cerii de parafină (din care se obțineau lumânări calitative) sau a anumitor fracții ce pot fi întrebuințate ca lubrifianți care nu formează rășini, acizi și nu râncezesc.
Aplicând procesul distilării fracționate al tatălui său, Benjamin Silliman Sr.⁠(d), a recuperat opt fracții și un reziduu din aceeași probă din comitatul Venango. Acesta le-a denumit Product No. 1 ... până la No. 8, unde ultimul era distilat în domeniul de temperatură 220 – 240° Celsius, iar primul fiind în mare doar apă. Cele între No. 3 și No. 6 corespund parțial fracțiilor considerate astăzi ca nafta grea, iar cele între No. 7 și No. 8 cu cele considerate drept kerosen. Acesta le-a descris în funcție de calitate, de exemplu „ultimul produs avea culoarea și consistența mierii, iar mirosul era mai puțin pătrunzător decât cel al petrolurilor precedente”, precum și determinat densitățile, greutățile specifice și temperaturile de fierbere. Silliman a utilizat fracțiile ușoare drept petrol lampant calitativ, l-a testat în diferite tipuri de lămpi și a măsurat fluxul luminos.
Studiul posibilităților tehnice și economice ale fracțiilor petrolului, considerat a fi primul de acest tip, l-a încheiat cu: „În concluzie, domnilor, mi se pare că există multă încurajare în credința că Compania dumneavoastră are în posesie o materie primă din care, printr-un proces simplu și deloc costisitor, se pot fabrica produse foarte valoroase. Este demn de remarcat faptul că experimentele mele dovedesc că aproape întregul produs brut poate fi prelucrat fără deșeuri, și asta numai printr-un proces bine dirijat, care este în practică unul dintre cele mai simple procese chimice.”
În 1857 a construit o capacitate mai mare de prelucrare a petrolului. Momentul este asociat ca fiind temelia industriei americane de prelucrare a petrolului.
- V. A. Kokorev și P. I. Gubonin

În anul 1859, V. A. Kokorev și P. I. Gubonin au construit în Suraxanı⁠(d) (Azerbaidjan, Imperiul Rus) prima distilerie cu un anumit succes din Azerbaidjan, la 15 ani după ce Nikolai Voskoboinikov părăsise țara și industria petrolului. Aceasta se afla în proximitatea templului focului din Baku⁠(en)[traduceți]. Inițial au fost distilate, cu rezultate slabe, șisturi rășinoase. Acest lucru a dus la trecerea la distilarea de petrol, cei doi fiind ajutați de chimistul german Justus von Liebig care și-a trimis la Baku asistentul E. Moldenhauer pentru a lucra la proiect, și au fost importate din Germania echipamentele necesare: cazane sferice cu o capacitate de 100 de puduri (aproximativ 12 barili) pentru redistilare și retorte din fontă pentru distilare distructivă⁠(d). Rezultatele au fost mai bune în obținerea de petrol lampant, cu cantități mai mari.
Începând din 1872, V. A. Kokorev și P. I. Gubonin au devenit relevanți în industria petrolieră.
- Ivan Mirzoev și Javad Melikov

În anul 1863, Ivan Mirzoev⁠(d) a deschis o distilerie modernă în Suraxanı, după ce un anume Kokoreff a reușit la sfârșitul anilor 1850 să aplice mai multe metode științifice de distilare a petrolului. În decembrie 1863, Javad Melikov⁠(d) a construit o distilerie de petrol lampant în Baku, unde a folosit pentru prima dată două stații de răcire în procesul de distilare. Pe măsură ce industria s-a dezvoltat, nu a putut supraviețui concurenței cu întreprinderi mai mari și a murit în sărăcie. Potrivit petrolistului proeminent rus V. l. Ragozin:
„Ca de obicei cu toți cei care au o astfel de idee, el a văzut cum să transpună o idee într-o nouă întreprindere. El a fost văzut ca un om ciudat și excentric de către locuitorii din Baku. Bineînțeles, s-au gândit la asta pentru că nu a căutat câștiguri financiare și a dat tot ce avea, până la ultima copeică. El a fost condus doar de dorința lui de a-și atinge scopul. În istoria dezvoltării întreprinderilor tehnice, ne confruntăm uneori cu oameni ciudați, care sunt impulsul producției noastre prin a duce-o înainte, dar rămân ei înșiși fără nicio afacere de succes, murind în sărăcie și uitare. Cu toate acestea, cei care nu credeau în astfel de persoane și le batjocoreau au beneficiat de bogăția câștigată pe baza realizărilor lor.”
Până în 1873, orașul Baku avea un total de 23 de distilerii.

### A doua etapă a modernizării și tranziția către rafinării complexe
În SUA, Regatul Unit al Marii Britanii și Irlandei și Imperiul Rus chimiștii s-au orientat către industria petrolului, prin elaborarea de noi procedee de distilare a petrolului de impurități și miros.

#### Rafinarea chimică
În jurul anului 1850, A. G. Hirn a rafinat chimic produse petroliere la Logelbach⁠(d) cu acid sulfuric, iar resturile de acid din produse le spăla cu apă și sodă caustică. Hirn a fost inspirat din procesul de rafinare și albire a stearinei și fabricarea săpunului și grăsimilor, metoda fiind folosită și în vechime. Metoda a fost reluată în brevetele lui Abraham Gesner din 1854. La nivelul anului 1864 lubrifianții fierbinți erau rafinați chimic cu acid sulfuric concentrat, iar tehnologia a fost exportată din Europa Centrală la Baku de către F. Moldenhauer, fostul asistent al lui Justus von Liebig. Acolo s-a constatat că adăugarea de alcool în proporție de 25 % în compoziție a provocat coagularea gudronului acid din distilatul fierbinte. În SUA s-a realizat și rafinarea cu acid clorhidric, însă Joseph Merrill a promovat în 1857 utilizarea acidului sulfuric mult mai ieftin. Pe lângă Merrill și rusul Eichler a introdus tratamentul cu acid sulfuric.
Tratamentul cu acid a fost îmbunătățit cu agitatoare mecanice, iar în jurul anului 1870 Gmelin din Budapesta a introdus agitarea cu aer mai economică și eficientă. Acidul a fost urmat și înlocuit de pământuri decolorante, iar Theodor Lowitz a descoperit proprietățile decolorante ale cărbunelui prelucrat, dar care era utilizat în industria alcoolului de câteva decenii. Farmacistul Figuier din Lyon a descoperit prin experimente că un alt tip de carbon de sursă animală era mai eficient decât cărbunele de oase, lucru confirmat și de Payen, Bussy și Defosses. Ambele tipuri de carbon au fost utilizate în rafinarea glicerinei și cerii de parafină în 1868. După o descoperire din 1867, în 1870 a fost introdusă argila naturală tratată cu apă reziduală de la fabricarea anumitor cianuri (Floridin), cu efect mai eficient de decolorare. Produsul a fost primul unde argila a fost tratată pentru activarea proprietăților decolorante, iar utilitatea acesteia a crescut la sfârșitul secolului al XIX-lea.

#### Tranziția de la fluxul discontinuu la cel continuu
În perioada anilor 1860–1870 unitățile utilizau încă distilarea în flux discontinuu (șarje, în engleză batch) neeficient sau neeconomic, unde petrolul era încărcat în vase și acestea erau ulterior golite și curățate frecvent de reziduuri. Procedeul de producție consta în încălzirea petrolului și evaporarea distilatului într-un vas, unde printre fracțiile rezultate se afla și petrolul lampant (kerosen), iar reziduul greu lăsat în urmă. De regulă kerosenul era redistilat pentru a-l face mai sigur de utilizat în lămpi, prin controlul punctului de aprindere, iar reziduul redistilat în vid pentru obținerea de lubrifianți, grăsimi și ceară. Ciclurile de răcire, umplere și încălzire provocau pierderi de timp și prin schimbările de temperatură afectau zidăria focarelor la alambicuri. Distilarea în șarje a fost potrivită în producerea alcoolului, fiind un element bine definit cu fracțiile ce se delimitează la cap, mjloc și coadă, cu un conținut scăzut de compuși cu punct de fierbere scăzut (alcool metilic) și cei cu punct de fierbere mare (alcool combustibil), și ce necesita puține verificări.

Diagrama etapei de distilare a rafinăriei Steaua Română din Câmpina la nivelul anului 1902, așa cum apare în cartea „The technical development of the Royal Dutch/Shell 1890-1940” a autorilor și D. R. O'Beirne din 1957.

În schimb, distilarea petrolului în șarje, materia având o gamă largă de compuși cu diferențe mici în punctele de fierbere unii față de alții, nu era practică iar obținerea de hidrocarburi pure era aproape imposibilă. În mod normal producția principală trebuia să fie fracția de petrol lampant din domeniul de temperatură între 125 și 300° C, deci nu exista cerere de hidrocarburi pure, dar produsul trebuia să nu fie întunecat, să ardă bine și să nu conțină compuși care să ardă la o temperatură sub cea stabilită, acest lucru fiind posibil prin eliminarea compușilor cu un punct de fierbere prea mare (peste 300° C) și a celor cu un punct de fierbere mai scăzut (de exemplu, cei obținuți sub 125° C). Procedeul putea fi realizat prin încălzirea lentă a unui alambic și evitarea agitării compușilor grei, în practică nefiind fezabil.
Astfel, unele fabrici au început să folosească două distilatoare separate, unul pentru distilarea petrolului iar pe al doilea pentru rafinarea kerosenului, fiind prima etapă în crearea fluxului continuu. În fluxul continuu pus la punct mai târziu distilarea avea loc prin o serie (numită și baterie) de vase interconectate, dispuse în trepte (en cascade), unul mai jos decât celălalt, și încălzite separat și treptat, unde lichidul era trimis gravitațional la următorul vas. Primul vas, care era dispus la cea mai mare înălțime, primea petrolul brut și era ținut la o temperatură constantă, unde compușii volatili erau captați iar reziduul trimis la următorul vas dedesubt pentru redistilare la o temperatură ușor mai mare, iar ultimul vas era încălzit la temperaturi ridicate pentru producerea cracării și rezultarea unor cantități mai mari de kerosen. În acest fel fiecare alambic era dedicat unei anumite fracții mai bine definite, în temperaturi inițiale și finale mult mai apropiate. La capete se captau distilatele al căror număr era stabilit de numărul de condensatoare, deflegmatoare și alambicuri, unde o baterie de 8 alambicuri putea produce între 8 și 16 fracții și putea fi mărită prin adăugarea de mai multe deflegmatoare. Ultimul reziduu era utilizat în producerea de lubrifianți și păcură.
În SUA, Samuel Van Syckel, ce a ieșit în evidență pentru contribuțiile timpurii în construcția de conducte petroliere, a început experimentele cu fluxul continuu în 1862 în cadrul distileriei proprii din Jersey City. Prin experiențele dificile în privința afacerilor și incendiilor, a perfecționat procesul până la începutul anilor 1870 și l-a brevetat în 1877. Instalația era configurată printr-un rezervor de petrol, urmat de trei alambicuri conectate între ele: primul servea extracției de benzină și fracții ușoare, al doilea pentru extracția kerosenului iar al treilea pentru extracția lubrifianților și păcurii grele. O altă variantă includea și un al patrulea alambic pentru cracare. În ciuda promovării procesului, nu a reprezentat interes, probabil din cauza capacităților de producție și rafinare excesive din țară la acea vreme.
Din Azerbaidjan, Dimitri Mendeleev a conceput și experimentat un proces de distilare continuă în 1881 la o distilerie din Konstantinovo⁠(en)[traduceți] deținută de V. I. Ragozin, rezultând un kerosen considerat foarte rafinat și cu ardere curată. Ulterior, Mendeleev a mai experimentat la o altă unitate din afara Moscovei deținută de P. I. Gubonin. Tot acesta a scris că: 
„Experimentele pe scară largă pe care le-am efectuat la rafinăria Kuskovo deținută de parteneriatul domnului Gubonin, Russo-American Oil Production, au arătat că un alambic cu un flux discontinuu care conținea 100 de puduri (aproximativ 12 barili) de petrol a procesat în medie 150 de puduri (aproximativ 19 butoaie de kerosen) în 24 de ore, dacă kerosenul și produsele intermediare au fost scurse. Când alambicul a fost reproiectat și transformat într-unul cu flux continuu, randamentul său (în 24 de ore) a fost de cel puțin 800 puduri (aproximativ 103 barili) de petrol rafinat. Astfel, distilarea continuă înseamnă o economie evidentă în construirea de rafinării și repararea alambicurilor. Odată introdus, distilând două treimi din țiței, în loc de o treime în prezent, nu va necesita o creștere a numărului de alambicuri în funcționare.”
Ludvig Nobel⁠(d) a dezvoltat un proces bazat pe un brevet (nr. 9206 din 17 decembrie 1882) al lui Mendeleev, iar în perioada 1881–1884, frații Nobel au început să aplice procesul pe scară largă pentru a produce kerosen calitativ. Până în anii 1890, tehnologia a fost preluată și de companiile Rothschild⁠(d) și Mantașev⁠(d).
Distilarea continuă a devenit uzuală în România și Imperiul Rus și a fost preluată ulterior și de Royal Dutch Shell la unitatea Moeara Enim (Amsterdam), însă din cauza lipsei de deflegmatoare producția era doar ușor îmbunătățită, dar și riscul de incendiu a devenit mai mare din cauza volumului de lichid aflat în instalații. În schimb, în locul deflegmatoarelor au fost folosite preîncălzitoare. Schimbarea de la fluxul discontinuu a fost justificată de Royal Dutch Shell de consumul mare de combustibil pentru focare care însuma 15 % din totalul de petrol brut, iar cu utilizarea preîncălzitoarelor, care se foloseau de căldura reziduurilor din bateria de alambicuri, se ajungea la economii substanțiale, cu consum de până în 3–5 %.

##### Introducerea deflegmatorului
Deși petrolul lampant obținut din mijlocul șarjei la prima distilare, într-un singur alambic, era satisfăcător calitativ, totuși capul și coada conțineau compuși cu puncte de fierbere neconforme: unde partea cu punctul de fierbere scăzut se distila cu mult sub pragul de 125° C (numită benzină) iar partea cu punct de fierbere ridicat avea compuși care se distilau peste 300° C, dovedind că distilarea fracționată este imperfectă iar capul și coada necesită redistilări acolo unde procesul de producție are loc la viteze rezonabile. Problema a fost rezolvată prin introducerea deflegmatorului între alambic și condensator: vaporii proveniți din alambic sunt ușor răciți iar compușii cu punct de fierbere ridicat se condensează și curg înapoi în alambic, iar cei cu punct de fierbere mai mic evacuează deflegmatorul și ajung condensați și direcționați ca fracții distincte unde este nevoie. Dar deflegmatorul nu era suficient în prelucrare, fiind necesară în continuare redistilarea fracției de petrol lampant și împărțirea în cap, mijloc și coadă, sau în benzină grea și fracții ușoare de kerosen, cea din urmă fiind completată alături de petrolul lampant propriu-zis. Practica americană și rusă presupunea redistilarea prin suflarea aburului supraîncălzit în alambic, produsul (în engleză steam stock) fiind în fapt un reziduu.

##### Procesul Trumble
Numitul Trumble a brevetat în 1911 instalația de distilare cu același nume, după un principiu aplicat anterior de Dvorkovitz cu o conductă în scopul separării gazelor de distilatele ușoare și a prelucrării petrolului cu apă, precum și de Borrmann în combinație cu o coloană de fracționare Kubierschky pentru a rafina gudronul de cărbune în Emmerich am Rhin.
Trumble, deși era fără carte, deținea un simț practic ce l-a determinat să construiască o instalație pentru distilarea petrolului californian cu conținut ridicat de apă. Caracteristica principală era distilarea simultană a petrolului și nu separată, fracționată. Astfel, petrolul era pompat cu viteză relativ mare printr-o bobină încălzită într-un cuptor, apoi împrăștiat pe o suprafață mare într-un evaporator. Toate fracțiile care ar fi trebuit să se evapore la temperatura cuptorului, dar care au fost stopate să reacționeze astfel prin viteza mare de pompare, ajungeau vaporizate și îndepărtate la capătul instalației. În evaporator, curentul de lichide curgea pe o serie de „umbrele” și se evapora rapid, fiind evacuat prin fante care duceau către aparatul de condensare. Reziduul era direct dependent de temperatura cuptorului iar curentul de lichide distilate și ce ajungeau în deflegmatoare putea fi împărțit în separatoare încălzite indirect de reziduul fierbinte de ieșire, produsul fiind împărțit în „vârf” și „fund” (ca reziduu), sub forma unor fracții. Instalația, care a fost simplificată de-a lungul timpului, a avut ca scop principal utilizarea eficientă a căldurii reziduurilor din evaporator, în economisirea combustibilului pentru cuptoare, unde și acesta era preîncălzit înainte de a ajunge în focar. O serie de condensatoare erau rezervate răcirii rapide a lichidului din instalații în caz de incendiu.

#### Procesul producerii de lubrifianți
Dezvoltarea tehnicii industriale, în special a motoarelor cu aburi de putere și viteză, care necesita lubrifianți din ce în ce mai calitativi în condiții termice dificile, a dus la tranziția întrebuințării de uleiuri animale (seu de vită sau porc, ulei de castor sau balenă) și vegetale (untură sau ulei de ricin, ulei de măsline sau rapiță), a căror acizi grași defectau părți mecanice, la lubrifianți de origine petrolieră. Producerea acestora a început din anii 1870 în cadrul distileriilor din SUA. Joseph Merrill a introdus fabricarea lubrifianților dezodorizați pentru motoare și alte echipamente în 1869. În 1883, rusul N. Petroff, a teoretizat faptul că utilitatea uleiurilor ține de selectarea unei vâscozități adecvate pentru fiecare aplicație. Anterior, profesorul Henry Thurston de la Stevens Institute of Technology a menționat testarea comparativă pe bază științifică a lubrifianților și a atras atenția asupra importanței practice a reducerii pierderilor de energie prin forța de frecare.
În perioada anilor 1860–1885 uleiurile de sursă petrolieră (numite și uleiuri minerale) au început să substituie cele cele de sursă vegetală în procesele de ungere.

#### Procesul Frasch

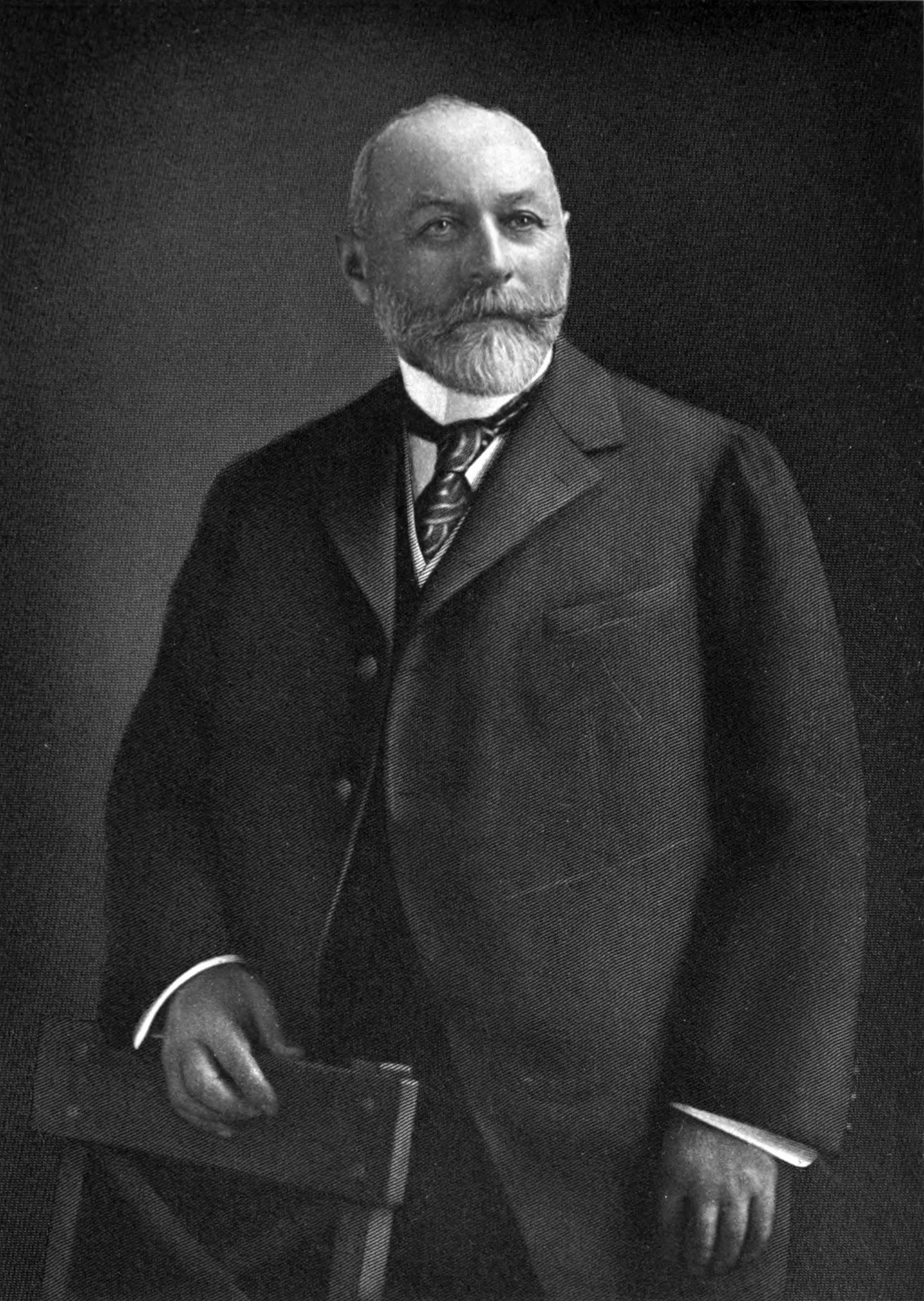
Herman Frasch

Distilarea petrolului cu conținut ridicat de sulf (numit și petrol sulfuros) era dificilă și degrada produsele finale, arderea kerosenului obținut producând un miros urât. Astfel, chimistul american de origine germană Herman Frasch⁠(d) a dezvoltat procesul care îi purta numele, de reducere a conținutului de sulf din petrol prin tratarea acestuia cu oxizi metalici și precipitarea sulfului, iar astfel petrolul sulfuros a putut fi prelucrat eficient alături de cel nesulfuros. Procesul Frasch a fost vândut către compania Imperial Oil⁠(en)[traduceți] din Canada, în anul 1882, iar Standard Oil Company din SUA a devenit interesată de proces în urma achiziționării unor cantități considerabile de petrol sulfuros de Lima-Indiana în Ohio și Indiana și a cumpărat procesul și angajat pe Frausch drept consultant, în conducerea a ceea ce s-a dovedit a fi unul dintre primele programe sistematice de cercetare științifică din industria petrolului. A obținut o serie de brevete, culminând cu unul din 1891, care a restrâns gama de oxizi la cei de cupru și plumb.

#### Distilarea cu abur
Tot Joseph Merrill a introdus distilarea cu abur, dovedindu-se o metodă superioară de rafinare a petrolului până la apariția cracării. În perioada 1885–1905 petrolul lampant era produsul principal ca urmare a cererii, iar benzina considerată în general ca deșeu.

#### Procesul de cracare termică al lui Vladimir Șuhov
La trecerea către secolul al XX-lea fracția de benzină a devenit mai importantă decât cea de kerosen, ceea ce a condus la necesitatea creșterii randamentelor de producție a acesteia. Vladimir Șuhov, alături de asociatul Serghei Gavrilov, a inventat un proces de cracare termică care descompune moleculele mai mari în altele mai mici, lucru reflectat prin creșterea producției de fracții ușoare (printre altele și benzina). Munca de cercetare a fost transpusă într-o fabrică construită de acesta iar procedeul brevetat cu nr. 12926 în 27 noiembrie 1891 în Imperiul Rus. Ulterior, William Merriam Burton⁠(d) a dezvoltat și patentat procedeul cracării termice în SUA, însă patentul lui Șuhov a fost folosit în procese de către companii americane pentru a-l invalida pe cel al lui Burton. În comparație, procedeul lui Burton putea fi aplicat la scară largă.
După anul 1910, și mai ales după perioada anilor 1930–1940, dezvoltarea automobilismului a condus la o creștere continuă a cererii de benzină și a exigenței calității acesteia, îndesebi în privința rezistenței la detonație, măsurată prin cifra octanică.

#### Procesul de cracare catalitică al lui Eugene Houdry

##### În pat fix
În 1915, Almer M. McAfee de la Gulf Refining Co. a descoperit că în reacție Friedel-Crafts un catalizator de clorură de aluminiu poate descompune catalitic petrolul greu. Cu toate acestea, costul ridicat al catalizatorului a împiedicat utilizarea pe scară largă a procesului McAfee. În anul 1922, inginerul mecanic francez Eugene Jules Houdry și farmacistul francez E. A. Prodhomme au înființat un laborator pentru a dezvolta un proces catalitic de conversie a lignitului în benzină, unde instalația demonstrativă din 1929 a dovedit că procesul nu este unul economic. În schimb Houdry a descoperit că Fuller's earth⁠(en)[traduceți], o argilă cu conținut de aluminosilicat, poate transforma petrolul din lignit în gazolină. Vacuum Oil Company l-a invitat pe inginer să-și mute laboratorul în Paulsboro, New Jersey, iar în 1931 compania a fuzionat cu Standard Oil din New York (Socony) pentru a forma Socony-Vacuum Oil Company. Pe fondul marii crize economice, doar o unitate mică Houdry ce procesa 200 de barili pe zi de petrol a fost pusă în funcțiune în 1933 iar compania nu l-a putut susține în cercetare. O altă firmă, Sun Oil Company s-a alăturat dezvoltării procesului lui Houdry, prin conversia unei instalații de cracare termică în una catalitică cu o capacitate de 2000 de barili pe zi în 1936. În anul următor, procesul cu reactoare în pat fix și flux semicontinuu putea procesa 12 000 de barili de petrol, unde 50 % din produsele cracate erau benzine.

##### În pat fluidizat

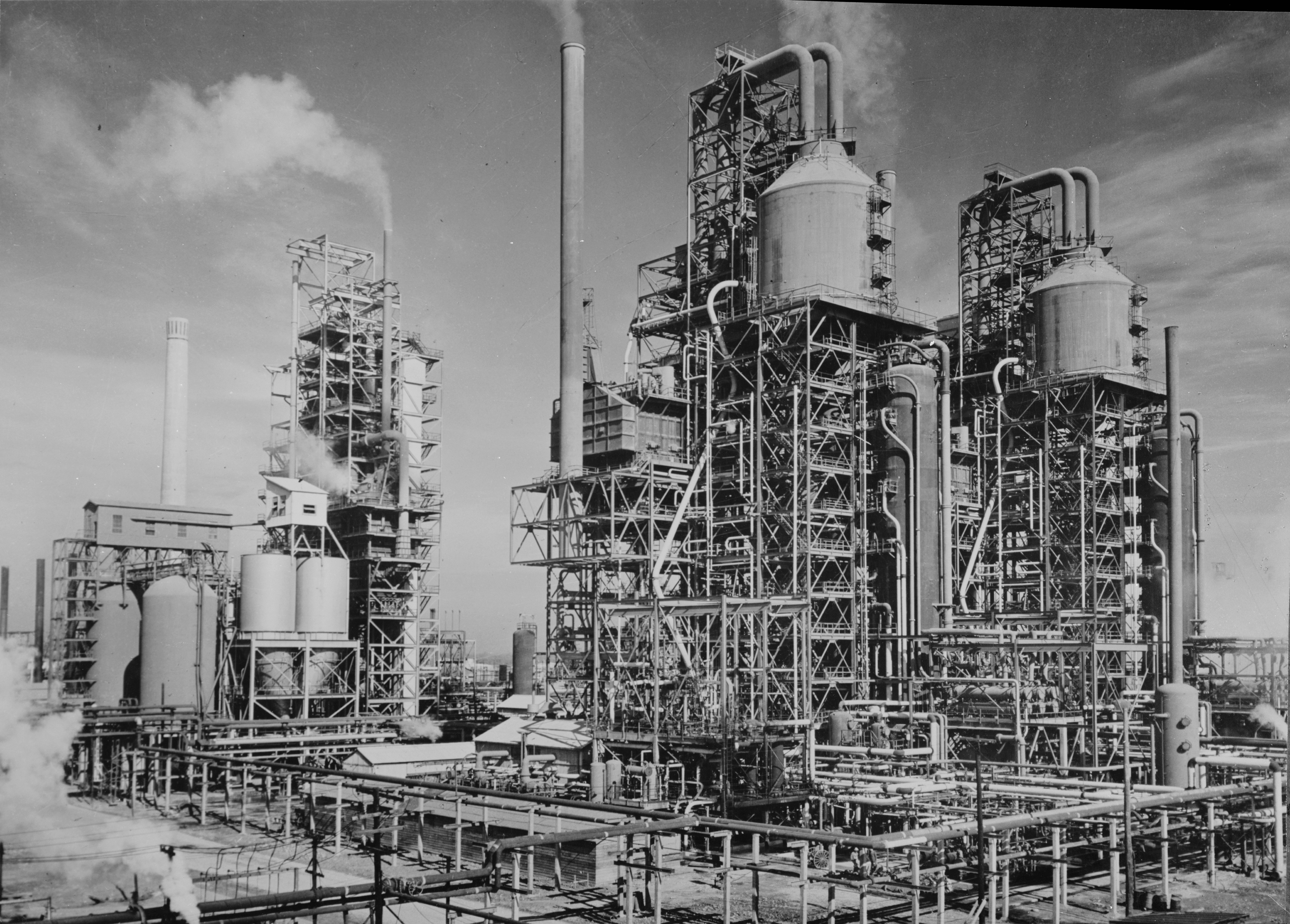
Unități de cracare catalitică în rafinăria modernă Esso Standard Oil Company din Baton Rouge (Louisiana) în 1944, ce reușeau să mențină stabilă producția de benzină pentru război.

În 1938, succesul comercial al procesului Houdry a mobilizat Standard Oil din New Jersey în reluarea cercetării procesului de cracare catalitică în pat fluidizat, într-un consorțiu numit Catalyst Research Associates (CRA) menit să evite brevetele lui Houdry și compus din cinci companii petroliere (Standard Oil din New Jersey, Standard Oil din Indiana, Anglo-Iranian Oil, Texas Oil și Royal Dutch Shell), două companii de inginerie în construcții (M. W. Kellogg și Universal Oil Products) și o companie chimică germană (I. G. Farbenindustrie⁠(en)[traduceți]). Warren K. Lewis și Edwin R. Gilliand, profesori la Massachusetts Institute of Technology, au propus cercetătorilor că o viteză scăzută a gazului circulat printr-o pulbere ar putea ridica pulberea suficient pentru a se comporta ca un lichid, iar Standard Oil din New Jersey a dezvoltat și brevetat primul proces de cracare în pat fluidizat.

## Epilog
Astfel, de la începutul secolului al XX-lea, unitățile de prelucrare a petrolului au evoluat de la simple distilerii, unde petrolul era fracționat prin rectificare în câteva produse finite, la rafinării – complexe industriale integrate cu o varietate mare de prelucrări secundare. În acestea, procesele dominante sunt bazate pe reacții catalitice, iar produsele finite de ordinul sutelor sau miilor sunt clasificate de la combustibili până la hidrocarburi chimice pure. De asemenea, și capacitatea unităților în prelucrare (instalații și rafinării în sine) a fost crescută cu un factor de 10...102, s-a automatizat în mare măsură controlul exploatării, cu economii specifice și creșteri ale productivității.
Rafinarea în sine se bazează pe 4 tehnici separate, aplicate în combinații diverse în funcție de tipul și compoziția petrolului:
1. distilare,
2. cracare și procesele ulterioare precum polimerizarea și hidrogenarea,
3. metode de extracție a constituenților petrolului,
4. rafinare chimică.

Din acestea, grupele 2 și 3 nu au fost folosite înainte de anii 1890, sau au fost într-un mod inconștient. Brevetele asupra procesului de cracare din perioada până în 1885 descriau fabricarea produsului principal petrol lampant, iar procesul „redescoperit” între 1895 și 1914 în scopul fabricării produsului principal benzină. Prima și ultima grupă au fost însă esențiale în rafinarea petrolului încă de la începuturile industriei, unde procesele au avut o istorie proprie înainte de a fi adoptate de rafinării.
Creșterea cererii de benzină față de alte produse, cu mult peste proporția găsită în materia primă, împreună cu exigența în privința calității, au dus la dezvoltarea unor serii de procese de prelucrare caracterizate de un grad de tehnicitate și productivitate înalt: cracare termică și catalitică, reformare catalitică, hidrocracare, izomerizări, alchilări și altele.
În privința lubrifianților, dezvoltarea mașinilor și mecanismelor moderne în toate domeniile de producție industrială, caracterizate de toleranțe reduse și presiuni, temperaturi și turații mari a dus la perfecționarea uleiurilor.
Pe de altă parte, obținerea de olefine ușoare ca subproduse ale proceselor de cracare termică și catalitică a rezultat în dezvoltarea unei noi ramuri: petrochimia, unde componente principale ale noii ramuri, olefinele și aromatele, au evoluat din subproduse în produse principale ale rafinării petrolului.
Produsele petroliere rezultate din rafinării pot fi clasificate în:
combustibili:
- combustibili gazoși – mai ales metan, și în proporție mai mică hidrogen, etan și propan, întrebuințați mai ales în procesele de ardere din rafinării
- gaze lichefiate – mai ales propan și butan, ca combustibili casnici
- benzină – întrebuințată drept carburant în motoarele cu aprindere prin scânteie: vehicule auto și avio
- petrol reactor – în motoare de aeronave cu reacție subsonice și supersonice
- petrol lampant – combustibil de iluminat sau casnic
- motorină – în motoare Diesel
- combustibili distilați – în arzătoare și aparate de încălzit
- combustibili reziduali – în cuptoare industriale sau cazane de termocentrale
- cocs de petrol – cu scop casnic sau industrial

materii prime pentru industria petrochimică:
- hidrogen – utilizat în hidrogenări, mai ales în sinteza amoniacului
- amestecuri de metan, etan și altele – în obținerea hidrogenului
- olefine (etilenă, propenă, butene, butadienă, izopren, α-olefine și altele) – în obținerea de materiale plastice, cauciucuri sintetice și altele
- hidrocarburi aromatice (benzen, toluen, etilbenzen, orto- și paraxilen, naftalină și altele) – ca materii prime în diferite sinteze
- parafine – în obținerea de produși organici oxigenați, detergenți și altele

uleiuri lubrifiante:
- uleiuri auto și avio, industriale, speciale pentru mașini și mecanisme
- unsori consistente

alte produse:
- solvenți organici – pentru lacuri, vopsele și sinteze
- uleiuri medicinale și cosmetice
- parafină și cerezină pentru impregnarea hârtiei și altele
- bitum rutier și cel pentru fabricarea cartonului asfaltat și altele
- cocs pentru electrozi
- emulsii pentru prelucrarea metalelor, agricultură și altele
- materii prime pentru fabricarea proteinelor

### Erori istoriografice
Potrivit istoricului Stefan Rohdewald (Universitatea din Leipzig), la momentul actual istoria exploatării și întrebuințării petrolului este cel mai adesea stabilită în contexte naționale de cercetare, în timp ce contextul global abia servește, dar pentru evidențierea recordurilor naționale. Însă istoria, în special cu perioada anilor 1850 când crescuse interesul pentru petrol, trebuie să fie încorporată într-un context mai larg, pentru a elucida importanța acestuia pentru dezvoltări spațiale și transcontinentale. Ca exemple au fost date:
- Istoricii azeri care subliniază faptul că inginerul V. N. Semenov a forat mecanic în Baku încă din 1846;[36]
- Istoricii polonezi, dornici să sublinieze că industria petrolului, de altfel bine studiată, din Galiția este cea mai veche. Pentru aceștia, petrolul lampant era folosit încă din 1853 la Lemberg după ce combustibilul a fost dezvoltat de Ignacy Łukasiewicz, ce studiase farmaceutică și mineralogie la Cracovia și Viena și a învățat despre petrol acolo. În comparație, petrolul lampant propriu era derivat din petrol, în timp ce petrolul lampant din șisturi al lui Abraham Gesner dezvoltat la Halifax din 1850, ce înlocuise uleiul de balenă sau pește, se epuizase rapid. În narativă se folosesc supranumele globalizate de „Pennsylvania est-europeană”, „El Dorado galițian”, „California galițiană”, ori cele mai recente ca „Sodoma galițiană” și „Baku polonez”.[36]
- Istoricii români și Muzeul Național al Petrolului din Ploiești ce revendică și trei recorduri mondiale cu anul 1857, dar doar pentru Țara Românească: înregistrarea pentru prima dată a producției anuale de peste 207 tone de petrol, apariția primei rafinării moderne,[Nota B] și introducerea primului iluminat public alimentat cu petrol lampant în București.[Nota A][36]

Pentru istoricul amintit, detaliile locale enumerate, dar de importanță globală, trebuie încorporate într-un context spațial mai restrâns, evoluând cu o dinamică proprie în creștere între Baku, Galiția și România.

Monumentul „1857 - Ploiești prima rafinărie de petrol din lume” din fața Universității Petrol-Gaze din Ploiești, una dintre erorile răspândite ca superlativ național și/sau mondial. Eroarea este reluată pe o pancartă poziționată pe clădirea universității.

În cazul istoriografiei române unde s-a menționat că prima rafinărie din România, și chiar și prima din lume, a fost cea a fraților Theodor și Marin Mehedințeanu din Ploiești, construită în 1857, istoricul Dorin Stănescu a venit cu explicațiile: În cazul unor lucrări românești pe tematică istorică ce fac referire la „epopeea” fraților din Ploiești, în fapt ține de o încercare de legitimare, fundamentată în ideologia comunistă, a superiorității românești față de Occident. În acest caz, anterior existase o distilerie de petrol la Lucăcești, Bacău a lui N. Choss (1840), prima din țară de acest fel, urmată de o alta tot în aceeași localitate în 1844, iar instalațiile îmbunătățite din Ploiești fiind în fapt tot o distilerie, dar mai avansată, dar nu o rafinărie în înțelesul clasic. În ceea ce privește distileria din Lucăcești, poate fi considerată astfel o premieră națională, dar nu și una mondială, întrucât distilerii mai existau anterior și în Galiția și Anglia, iar conceptul de rafinare nu a fost inventat în secolul al XIX-lea, sub diferite forme având o istorie mult mai lungă.
Potrivit unui istoric, ideea eronată a primei rafinării din lume de la Ploiești este la modă și în zilele noastre.[B]
În aceeași notă, începuturile industriei petroliere americane sunt asociate adesea cu forajul din Titusville, Pennsylvania al lui Edwin Drake⁠(en)[traduceți] din partea companiei Seneca Oil, în 27 august 1859. Cu toate acestea, Ida Tarbell⁠(en)[traduceți] a explicat că:
| “ | ...Dezvoltarea industriei petroliere americane nu începe, așa cum se spune în mod normal, odată cu descoperirea petrolului în august 1859, lângă Titusville, Pennsylvania. Datarea unei descoperiri, așa cum se datează începutul unui război sau al unei revoluții, este una dintre cele mai înșelătoare scurtături din istorie. [...] războaiele și revoluțiile au un context lung. | ” |

## Note

Următoarele citate pot prezenta informații perimate sau mistificatoare